# Cimetière de l'église Saint-Marcellin-et-Saint-Pierre d'Hasnon
Le cimetière de l'église Saint-Marcellin-et-Saint-Pierre est un cimetière situé autour de l'église Saint-Marcellin-et-Saint-Pierre d'Hasnon, dans le Nord, en France.

## Description
Le cimetière est établi autour de l'église Saint-Marcellin-et-Saint-Pierre. Le cimetière ancien est localisé au sud de l'édifice, tandis que la partie plus récente l'est au nord. Le cimetière s'étend vers l'est.
On y trouve notamment la tombe de Clément Larivière, ancien maire, ainsi qu'un monument aux morts de la Première Guerre mondiale.

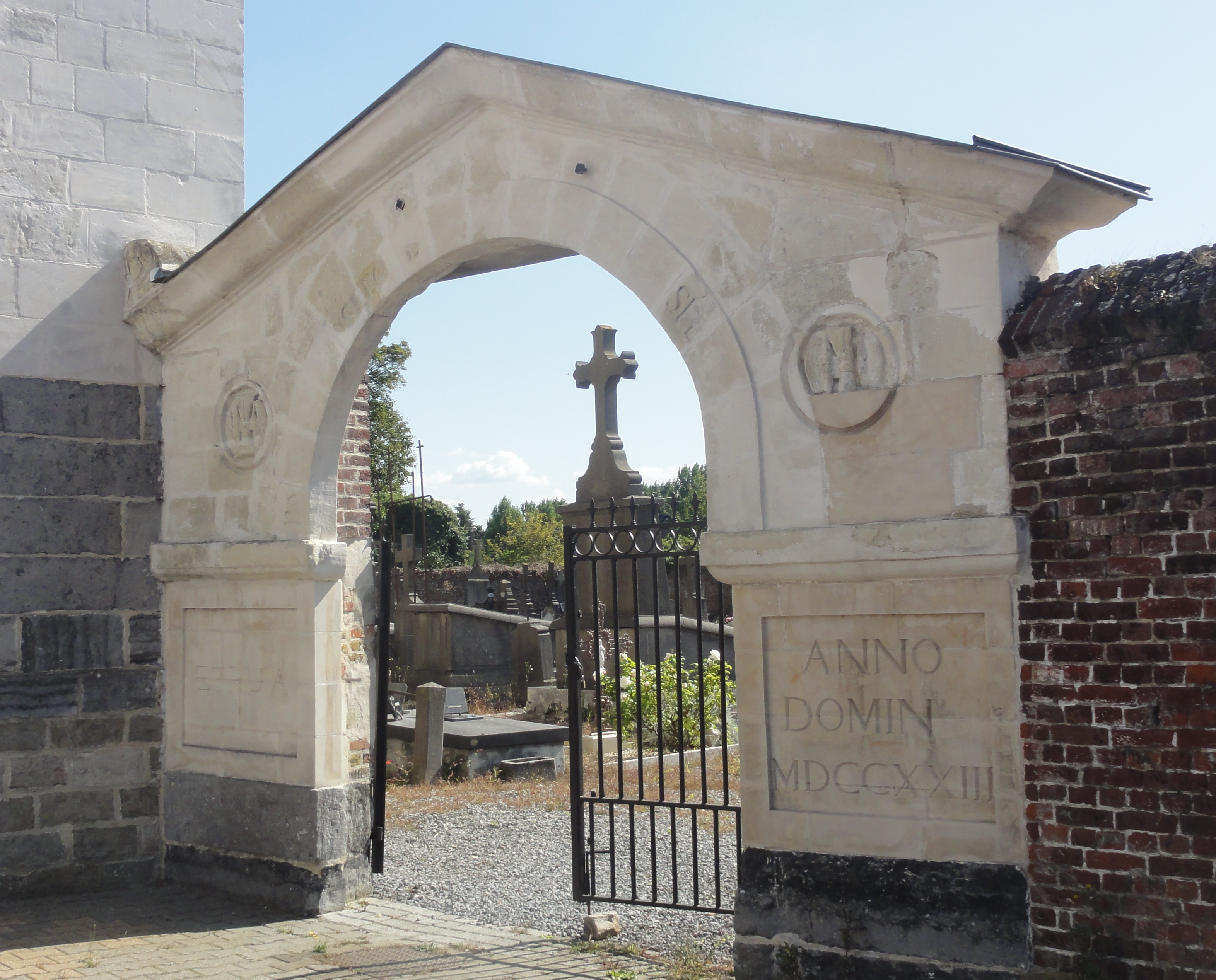
L'entrée du vieux cimetière.
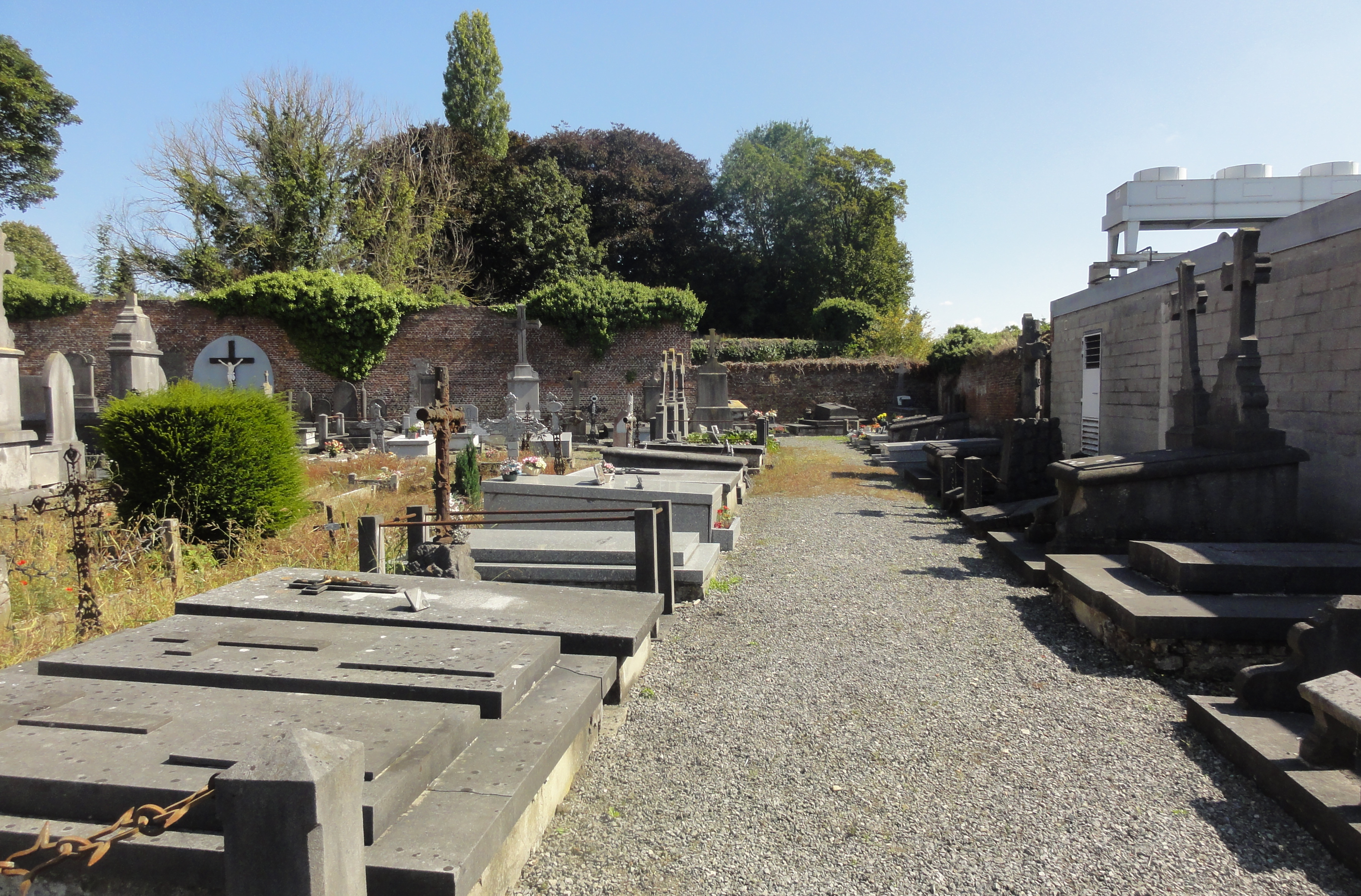
Le vieux cimetière.
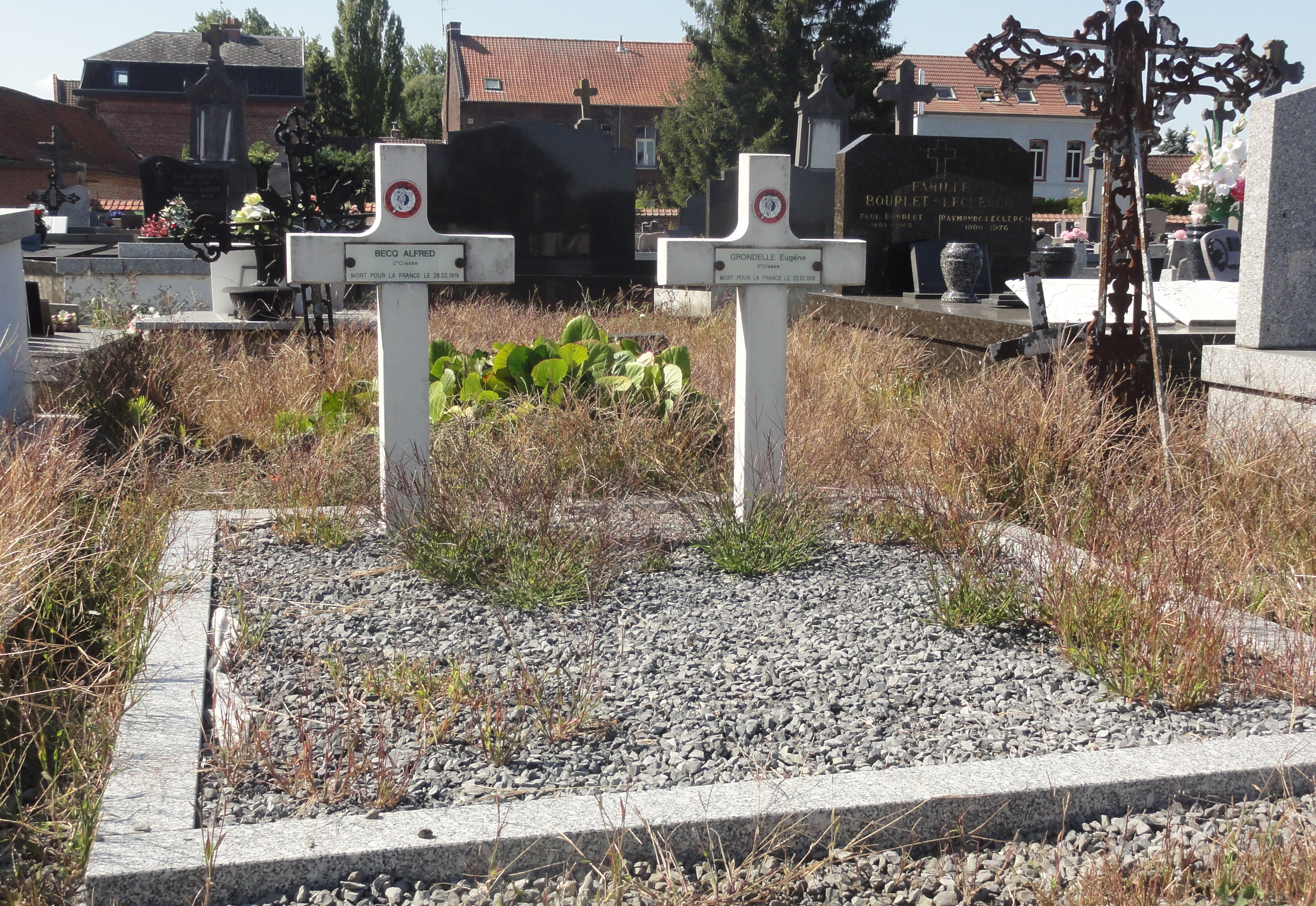
Tombes d'Alfred Becq et Eugène Grondelle, morts pour la France.
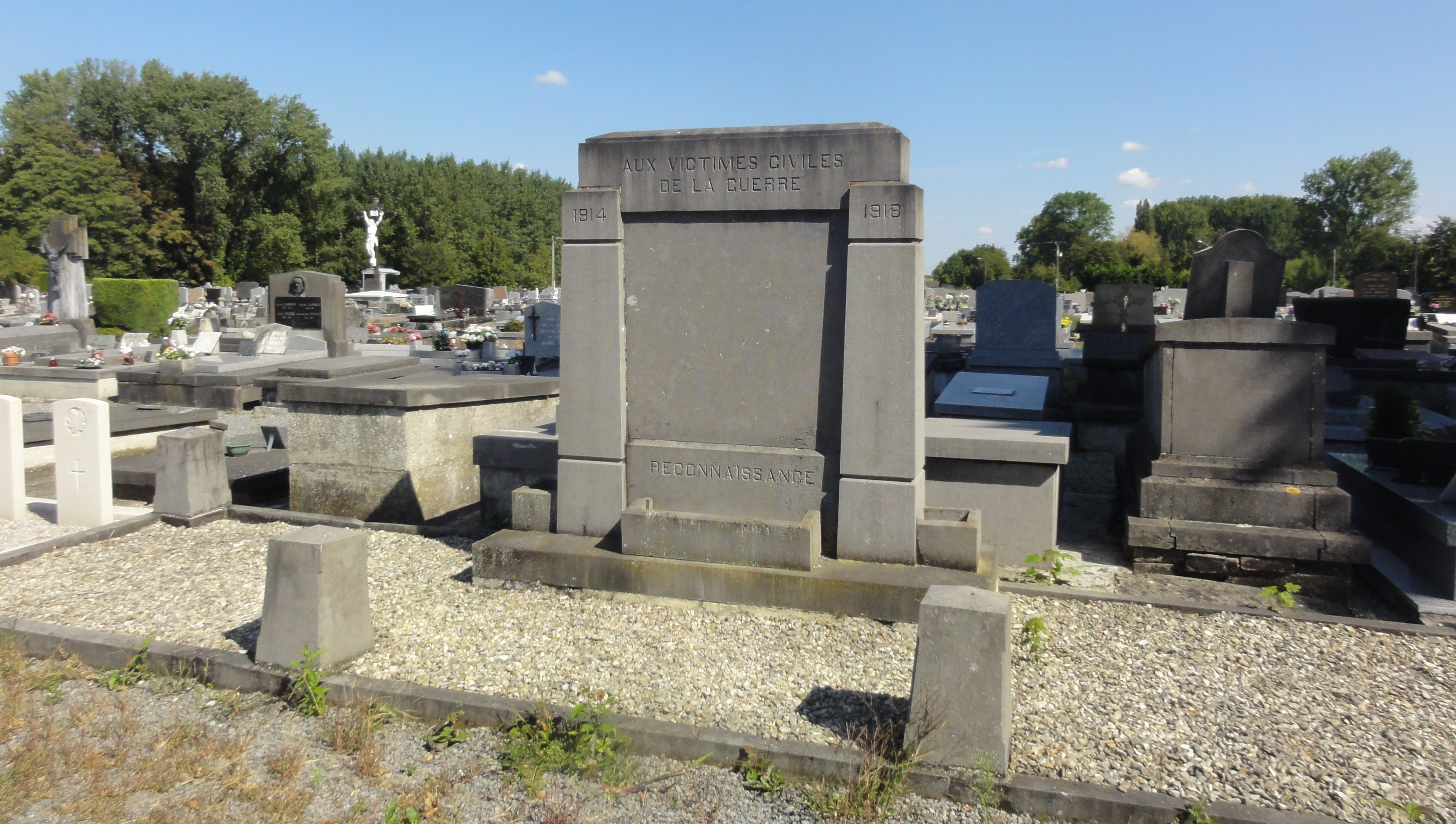
Le monument aux morts.
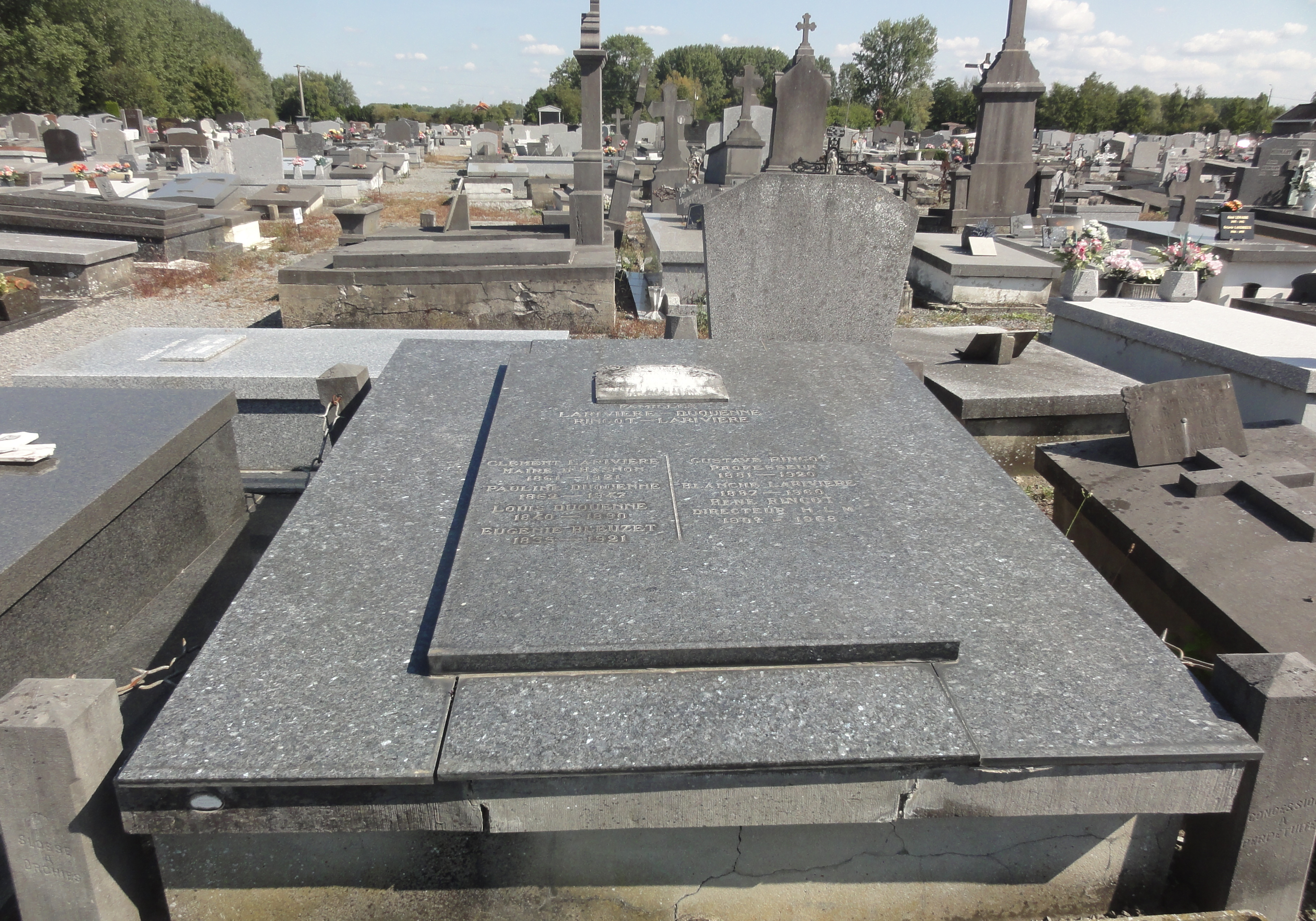
Tombe de Clément Larivière.
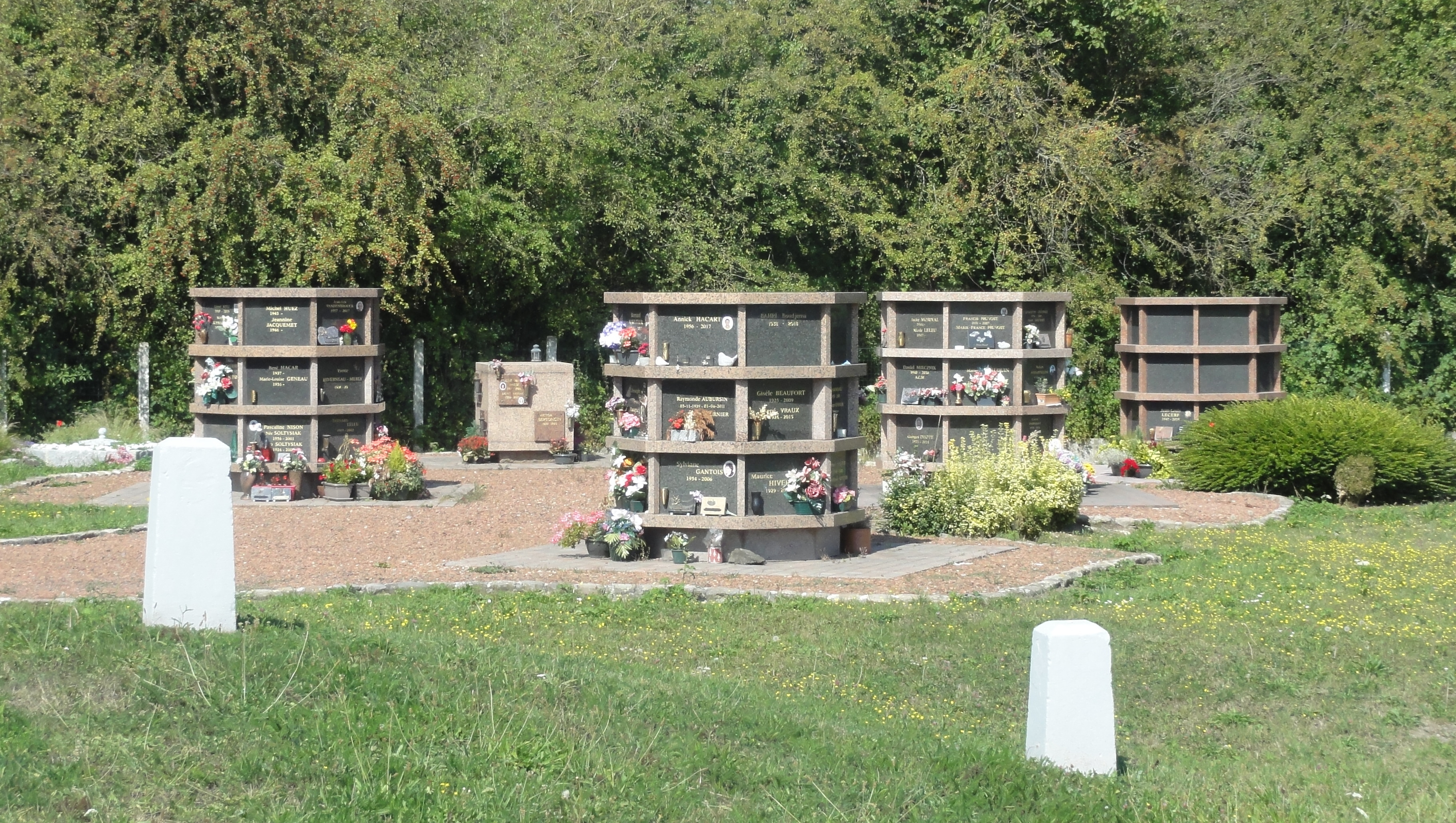
Le colombarium.
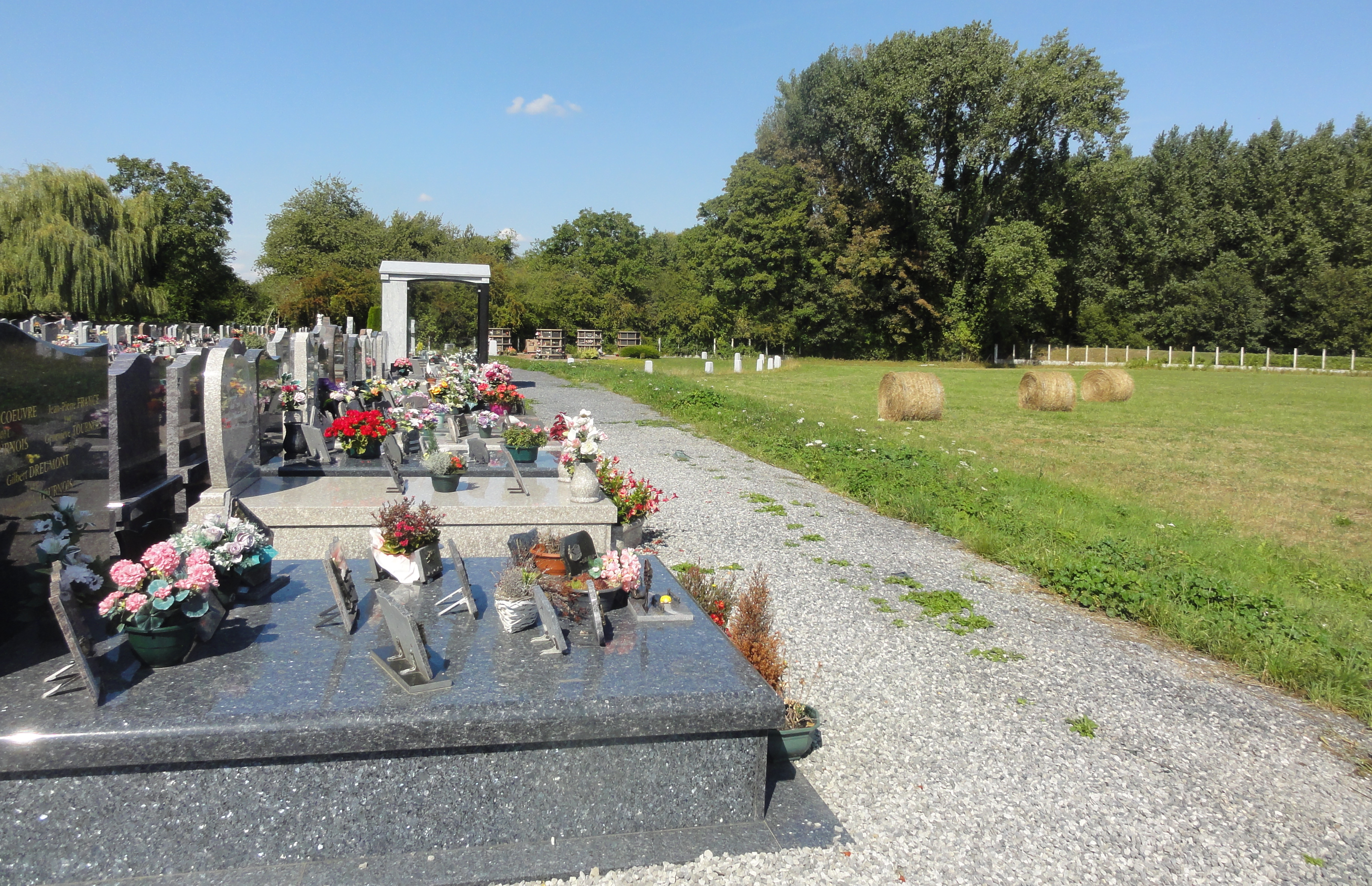
La partie récente du cimetière.

Il existe dix-huit tombes du Commonwealth, ces soldats sont canadiens.

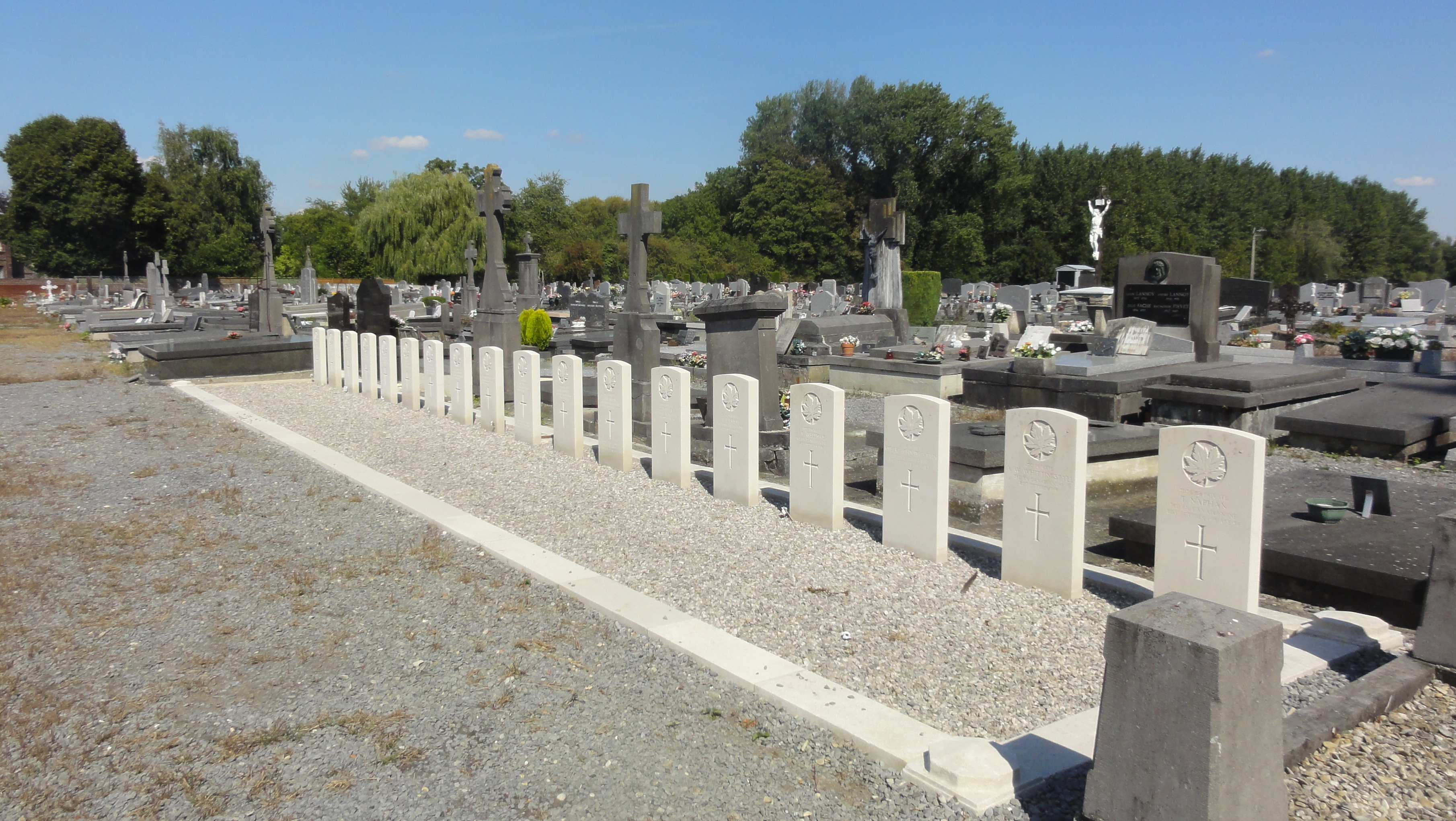
Vue sur les tombes.
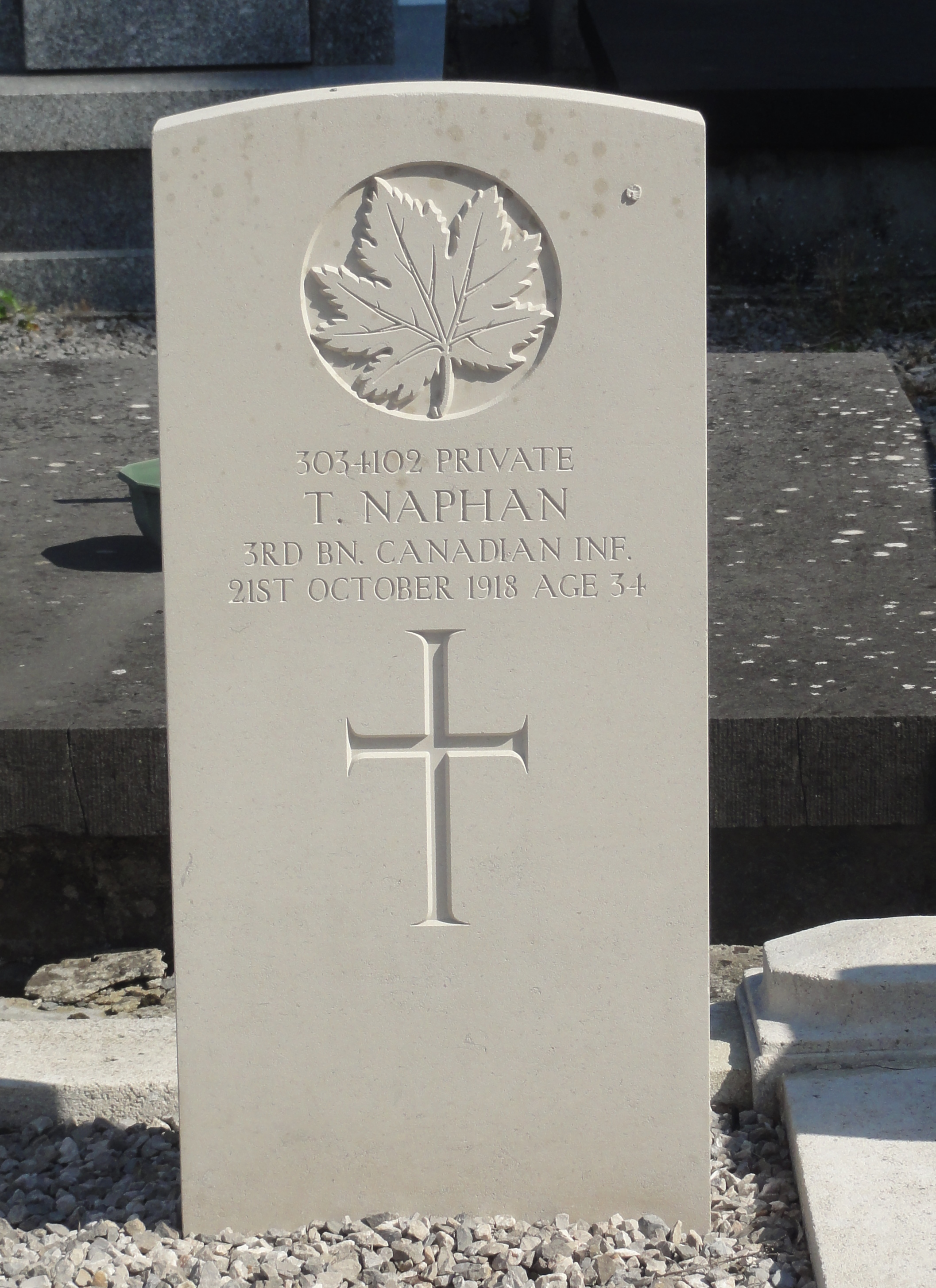
T. Naphan.
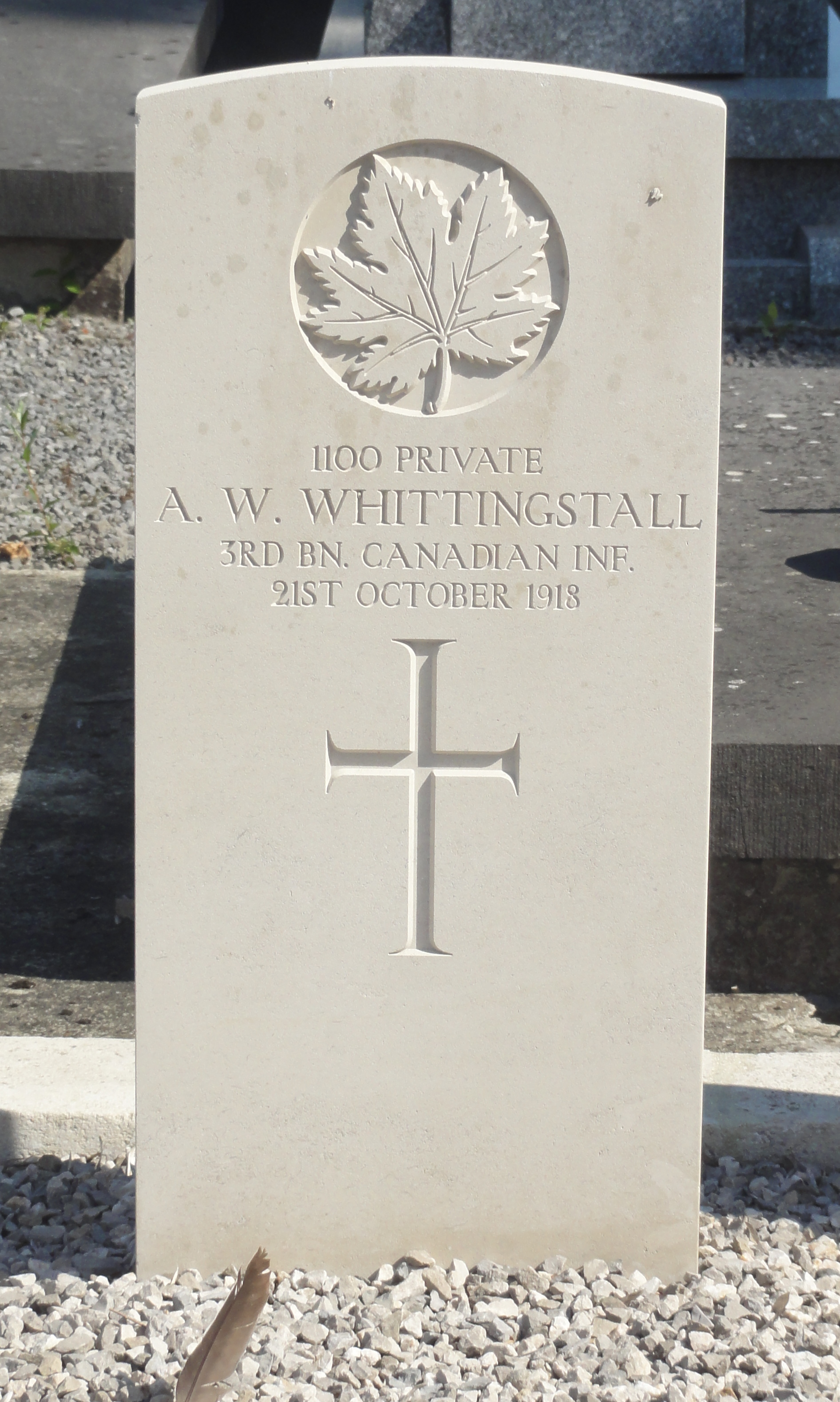
A. W. Wittingstall.
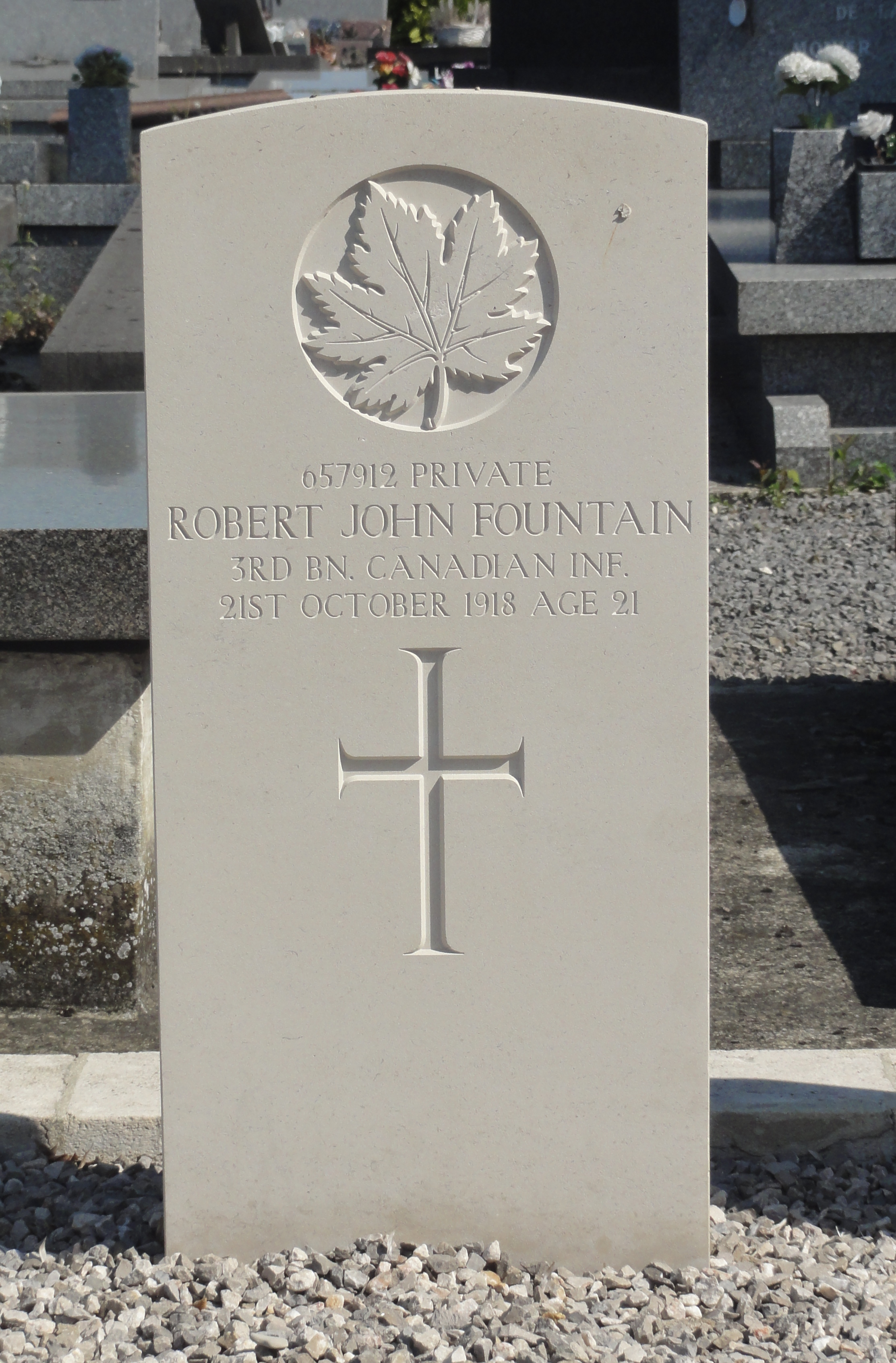
Robert John Fountain.
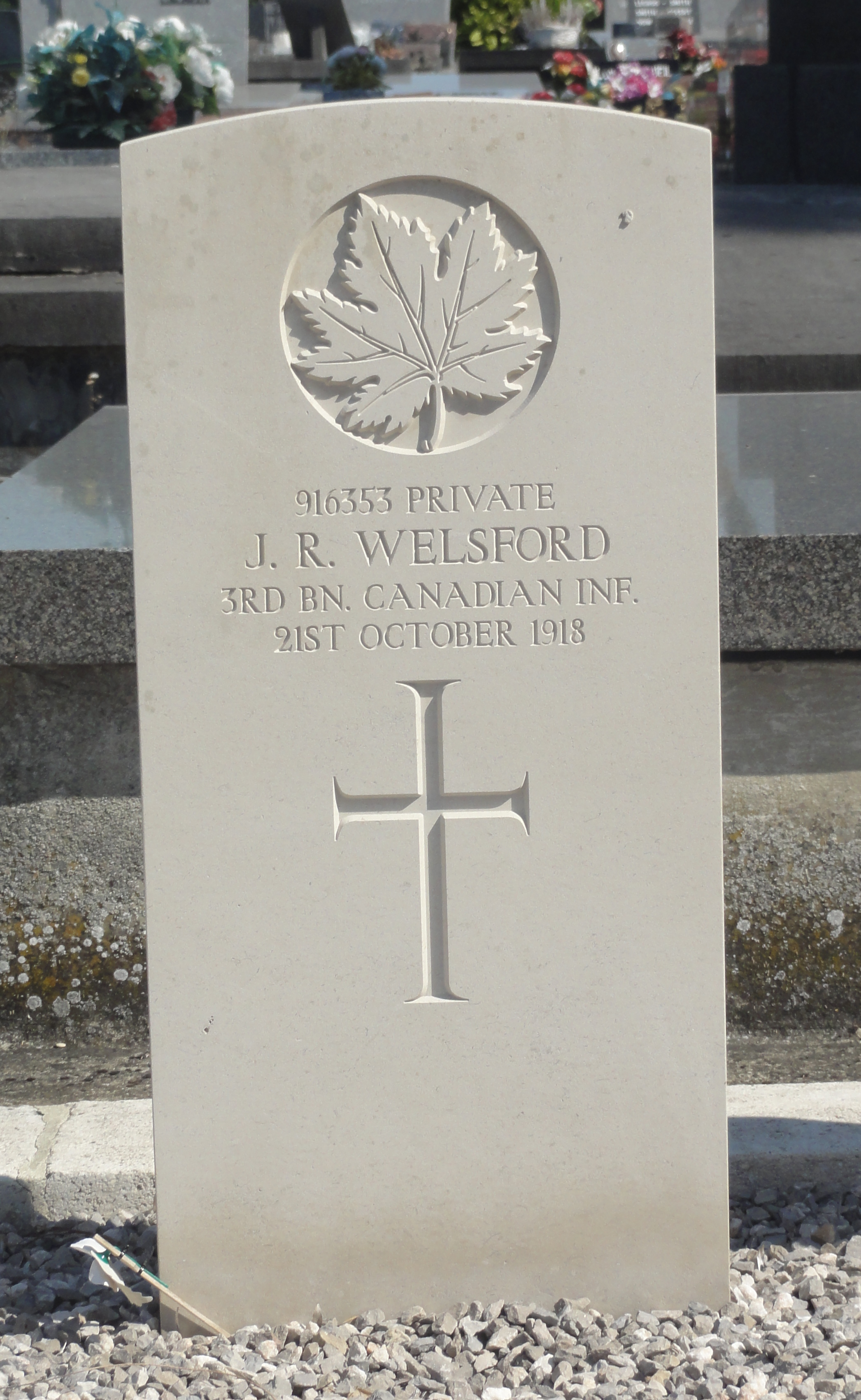
J. R. Welsford.
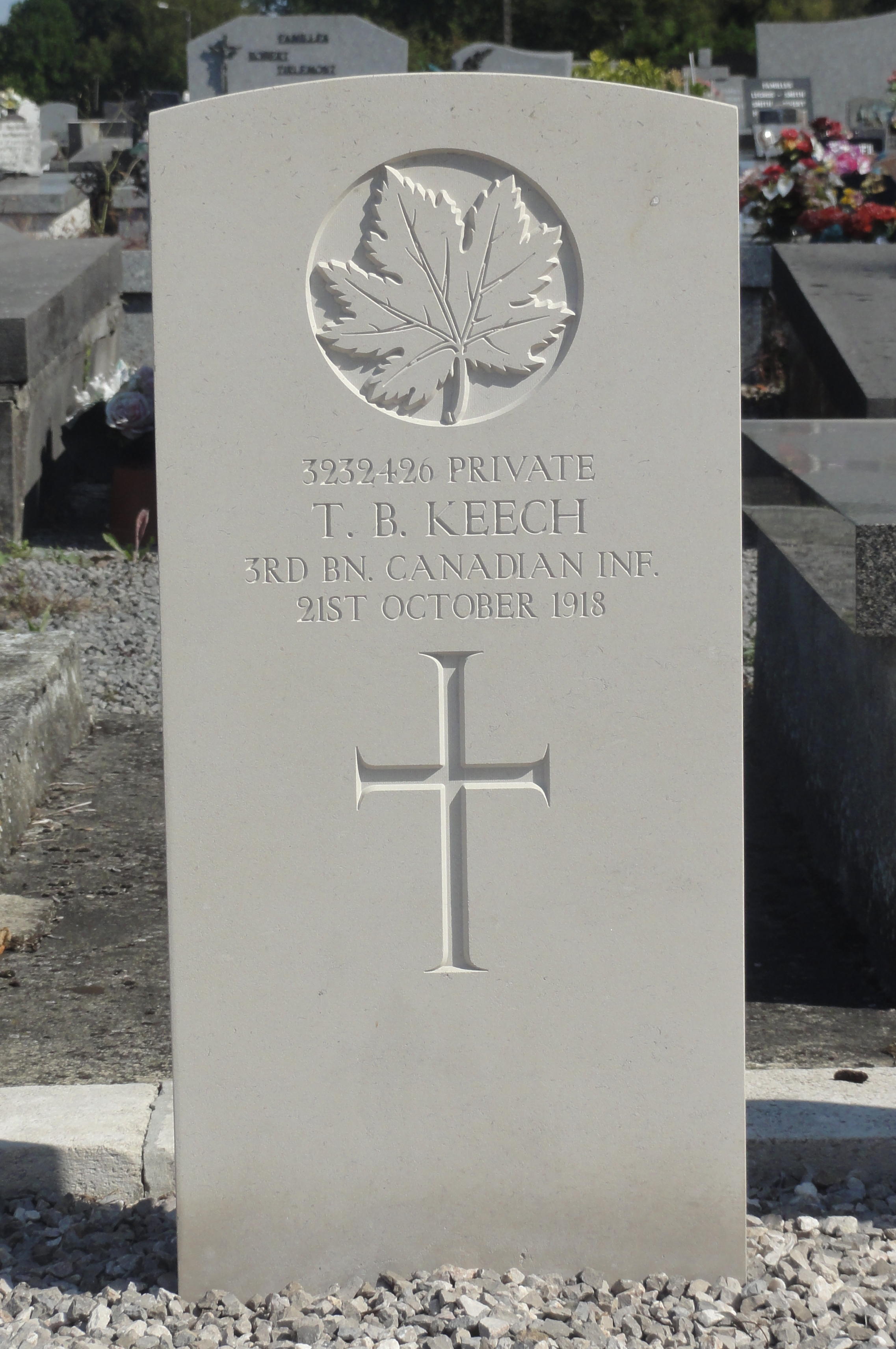
T. B. Keech.
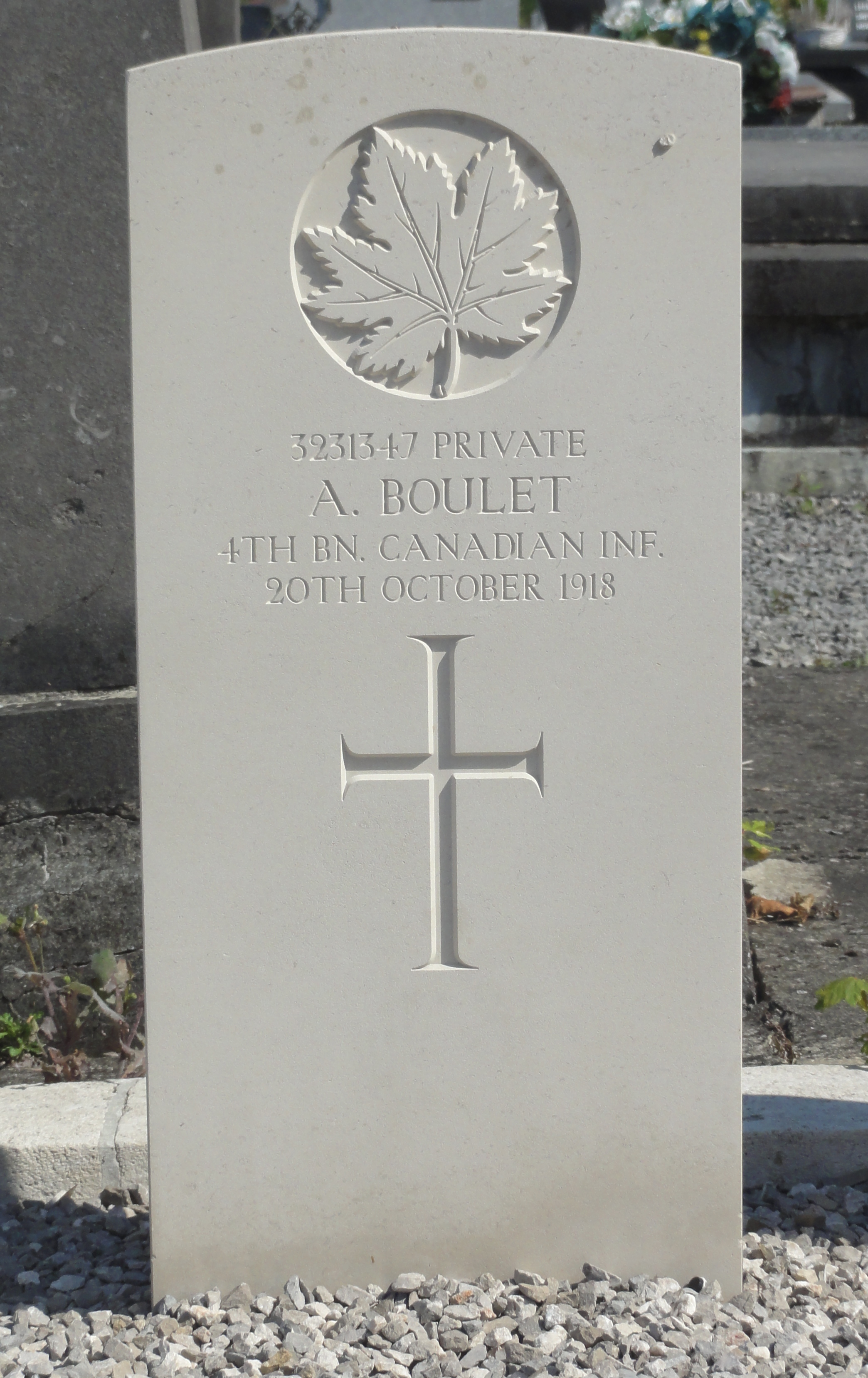
A. Boulet.
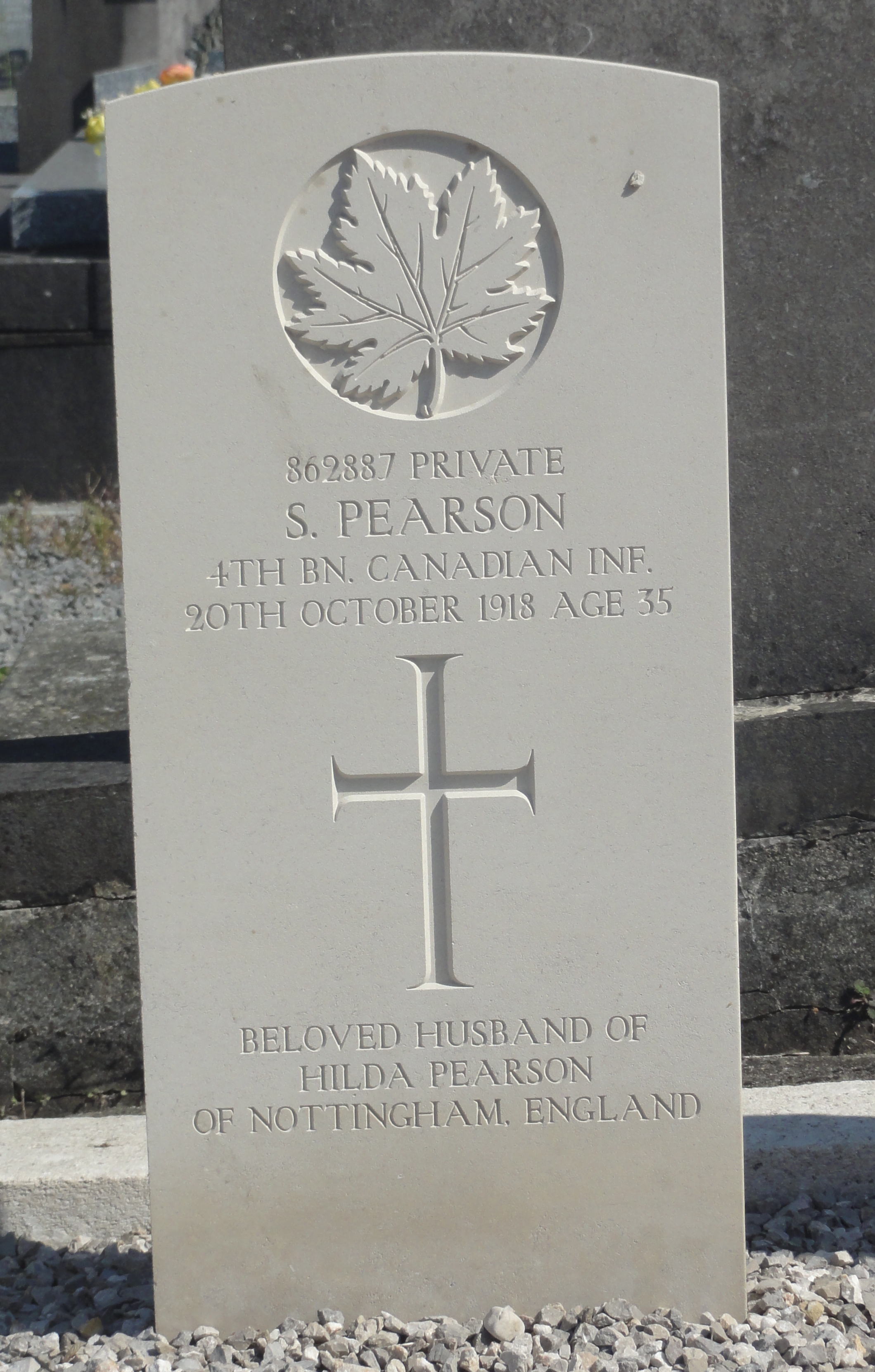
S. Pearson.
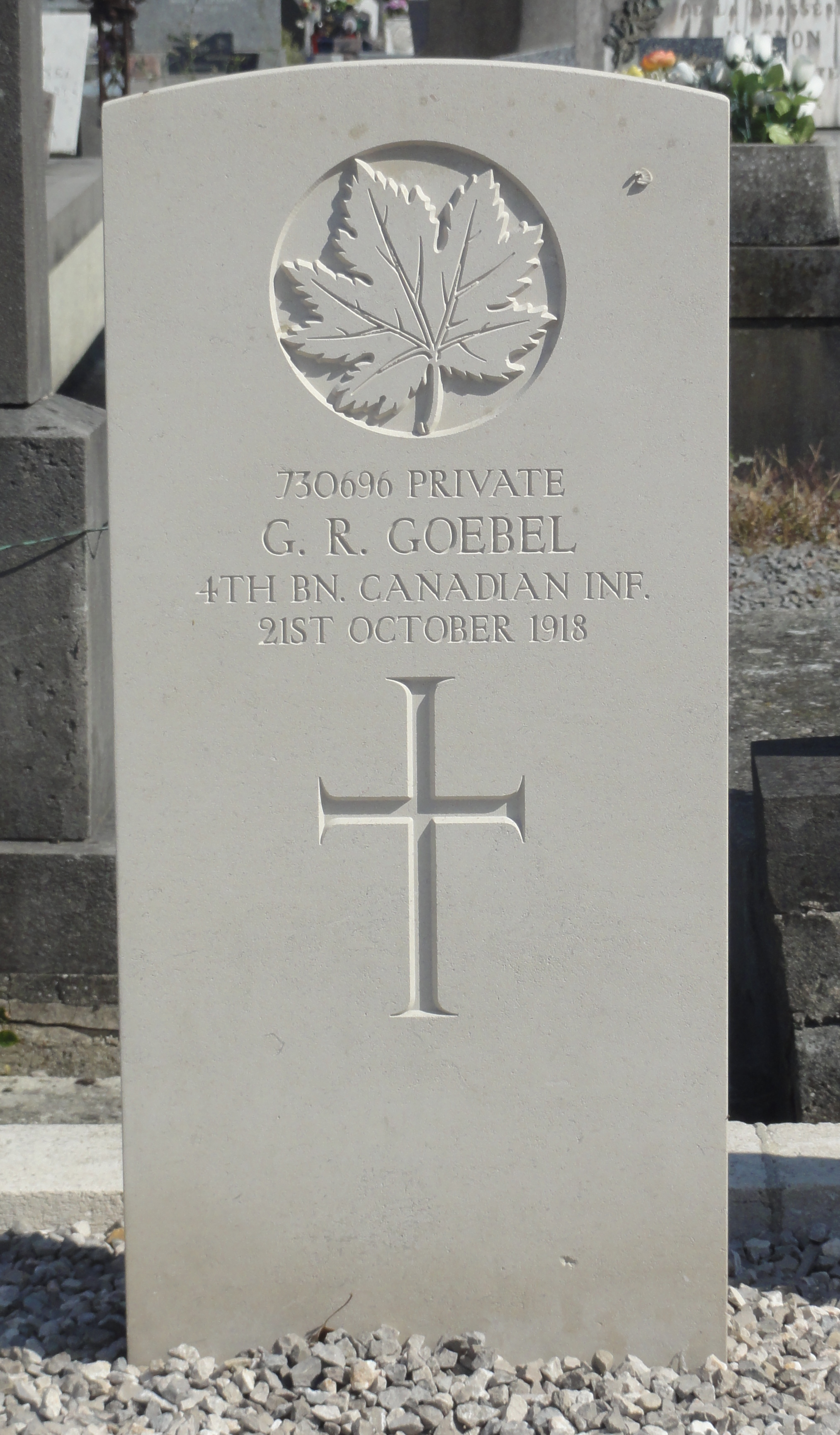
G. R. Goebel.
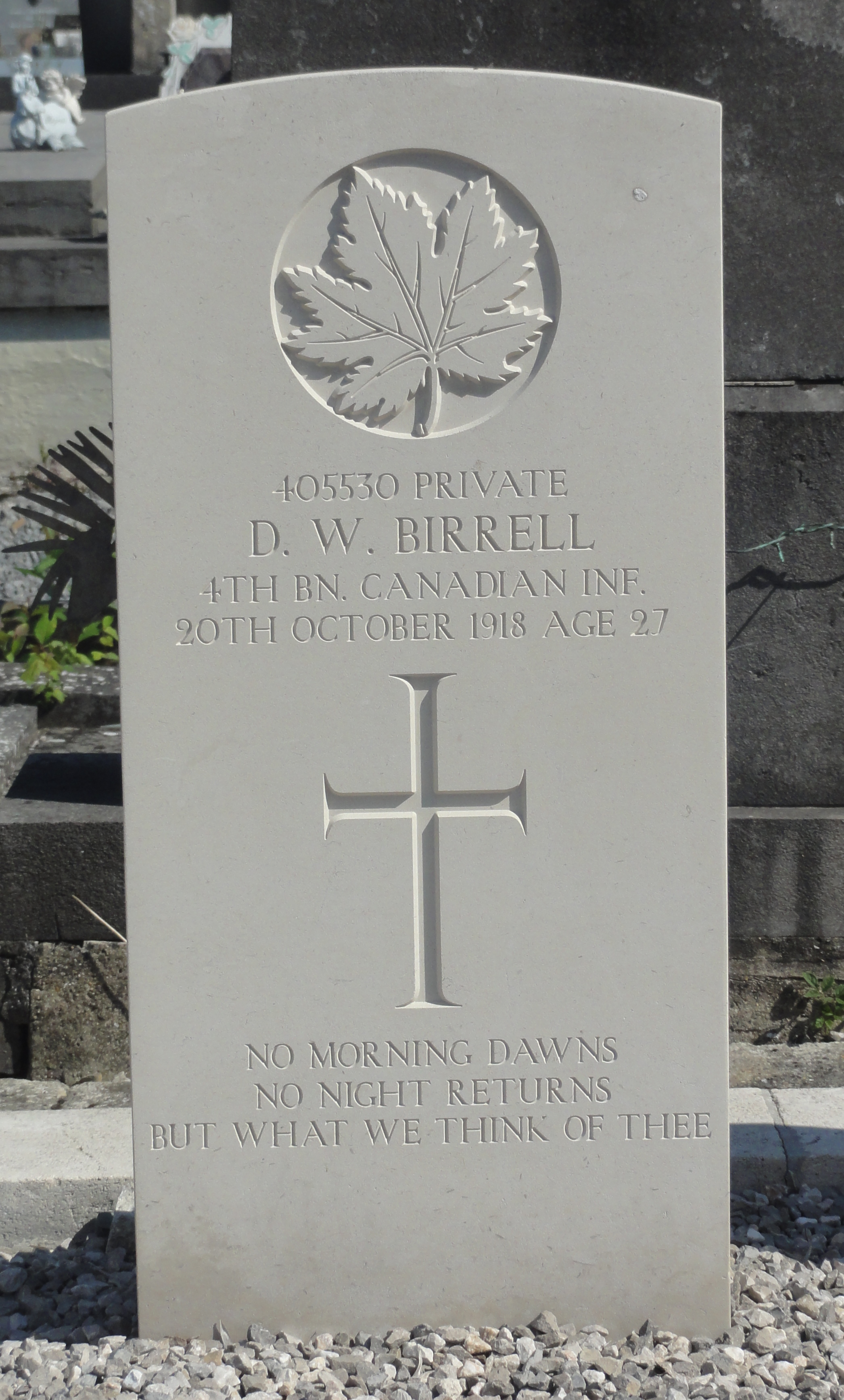
D. W. Birrel.
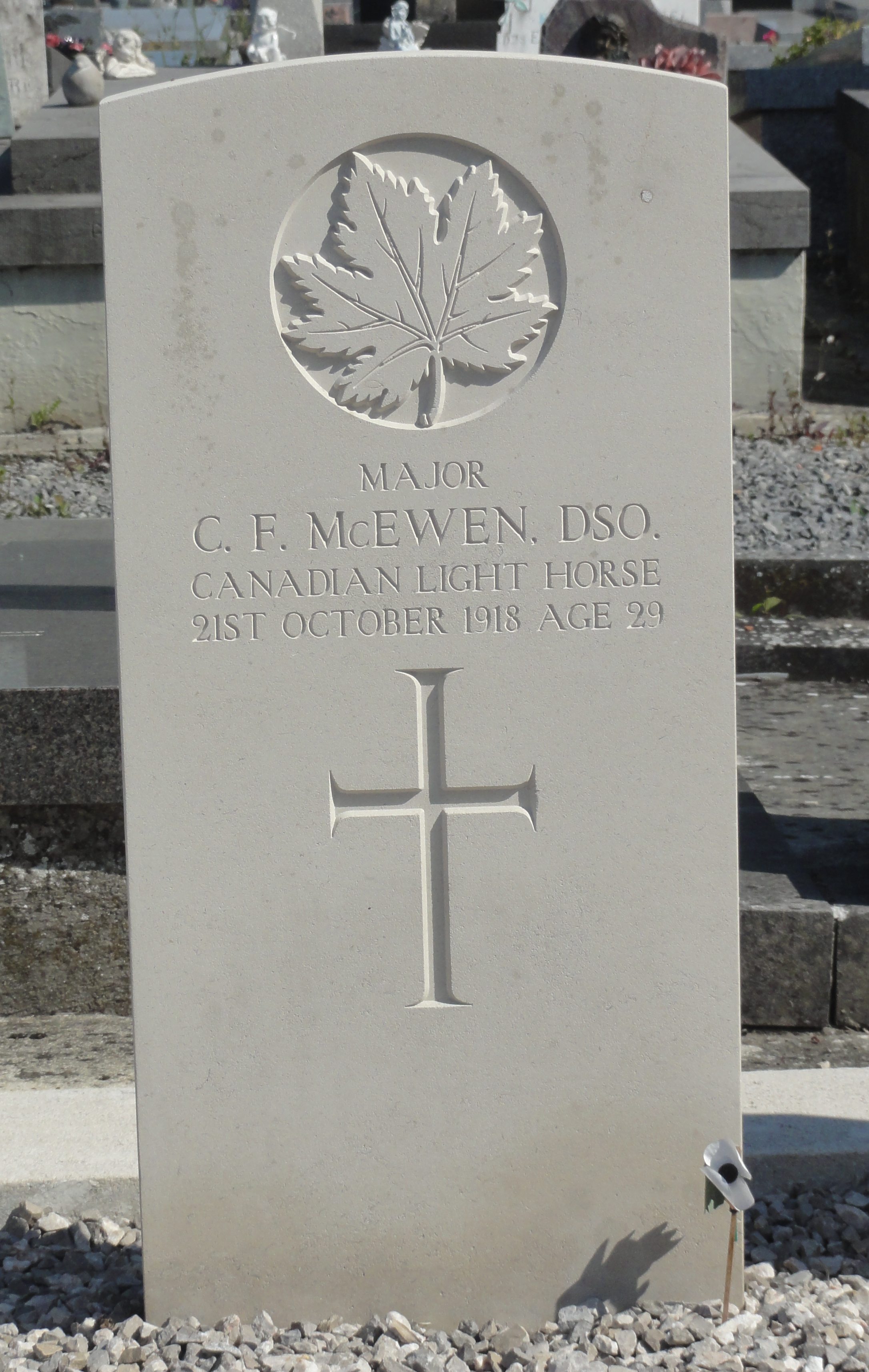
C. F. McEwem (DSO).
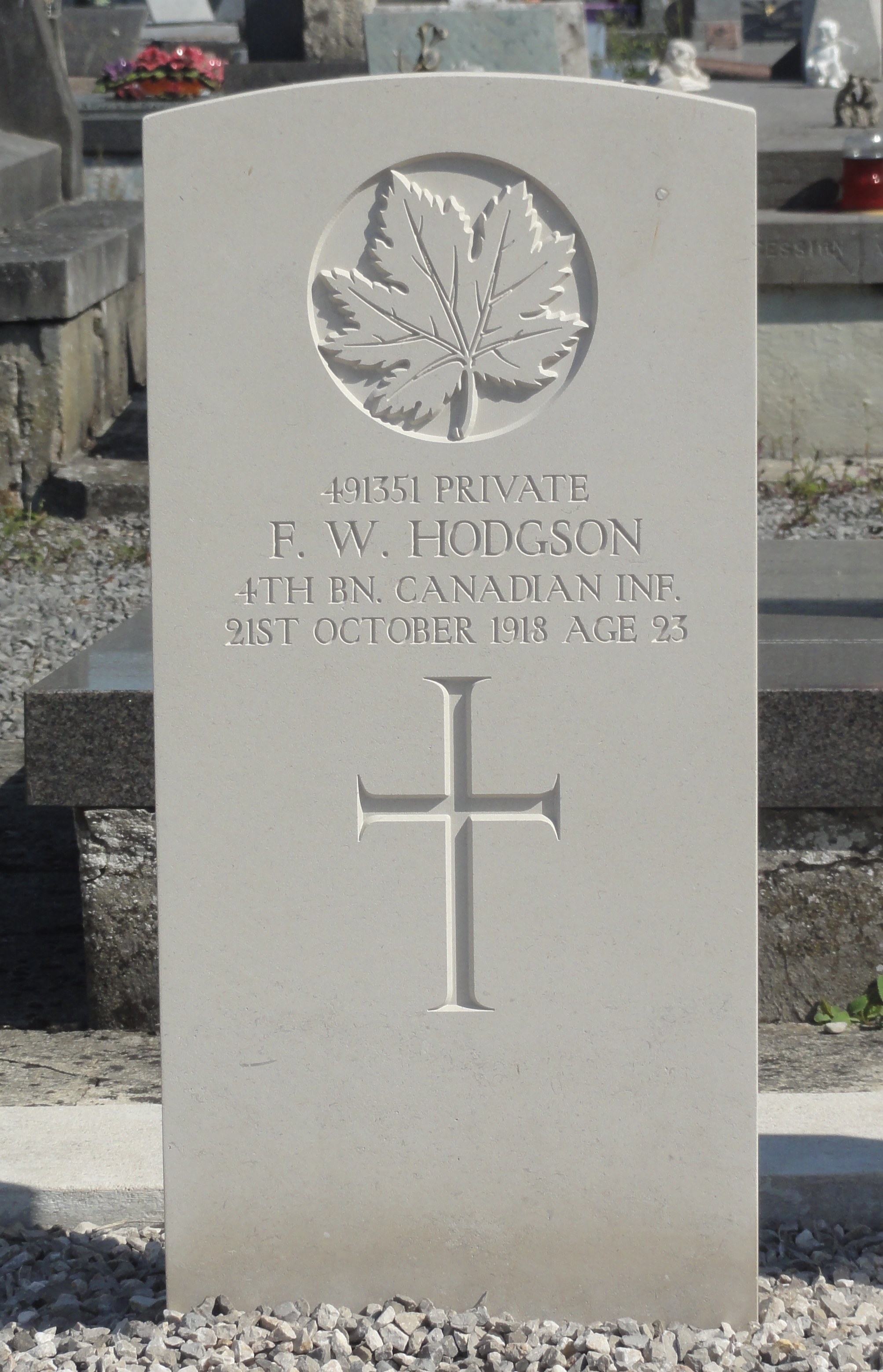
F. W. Hodgson.
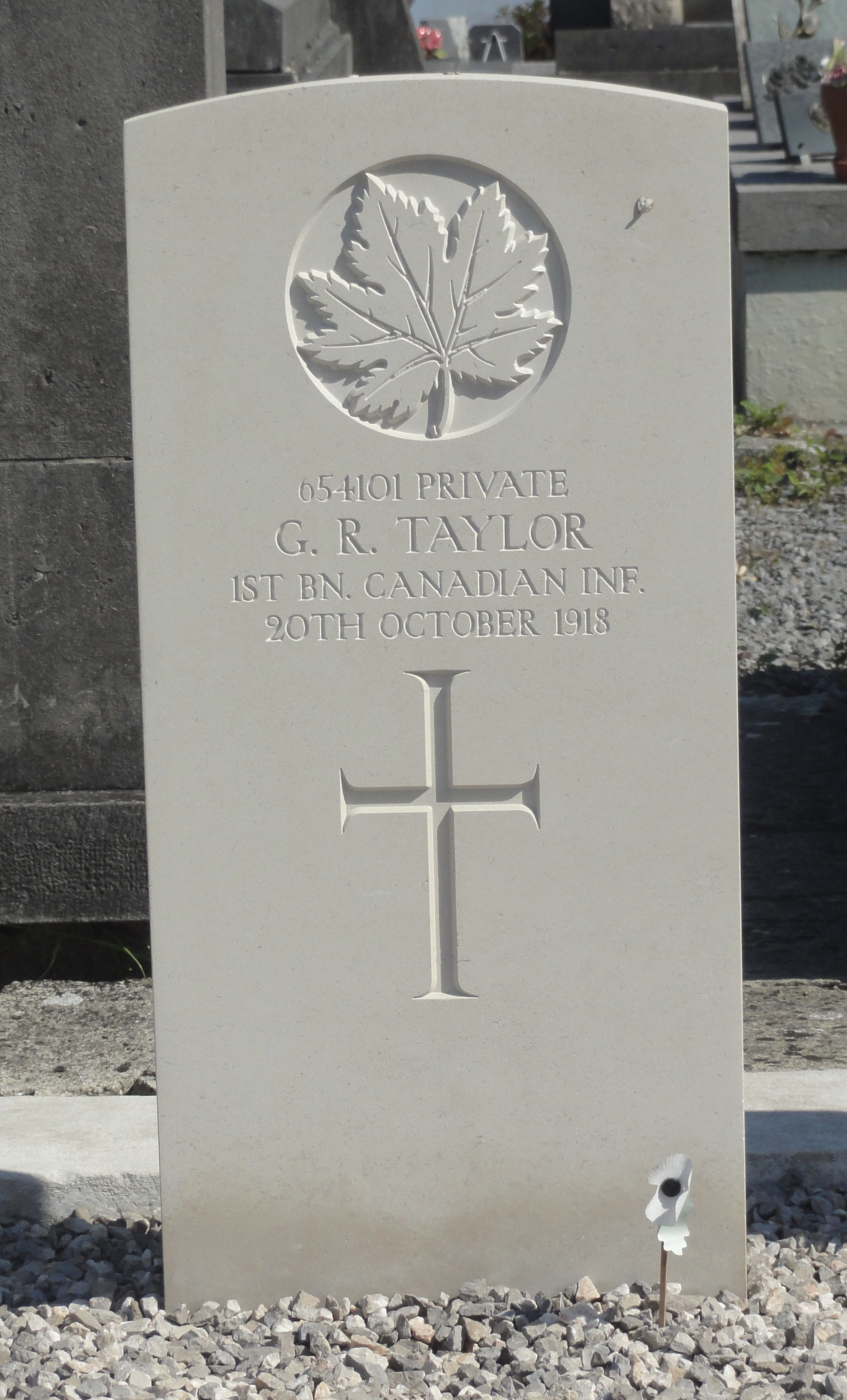
G. R. Taylor.
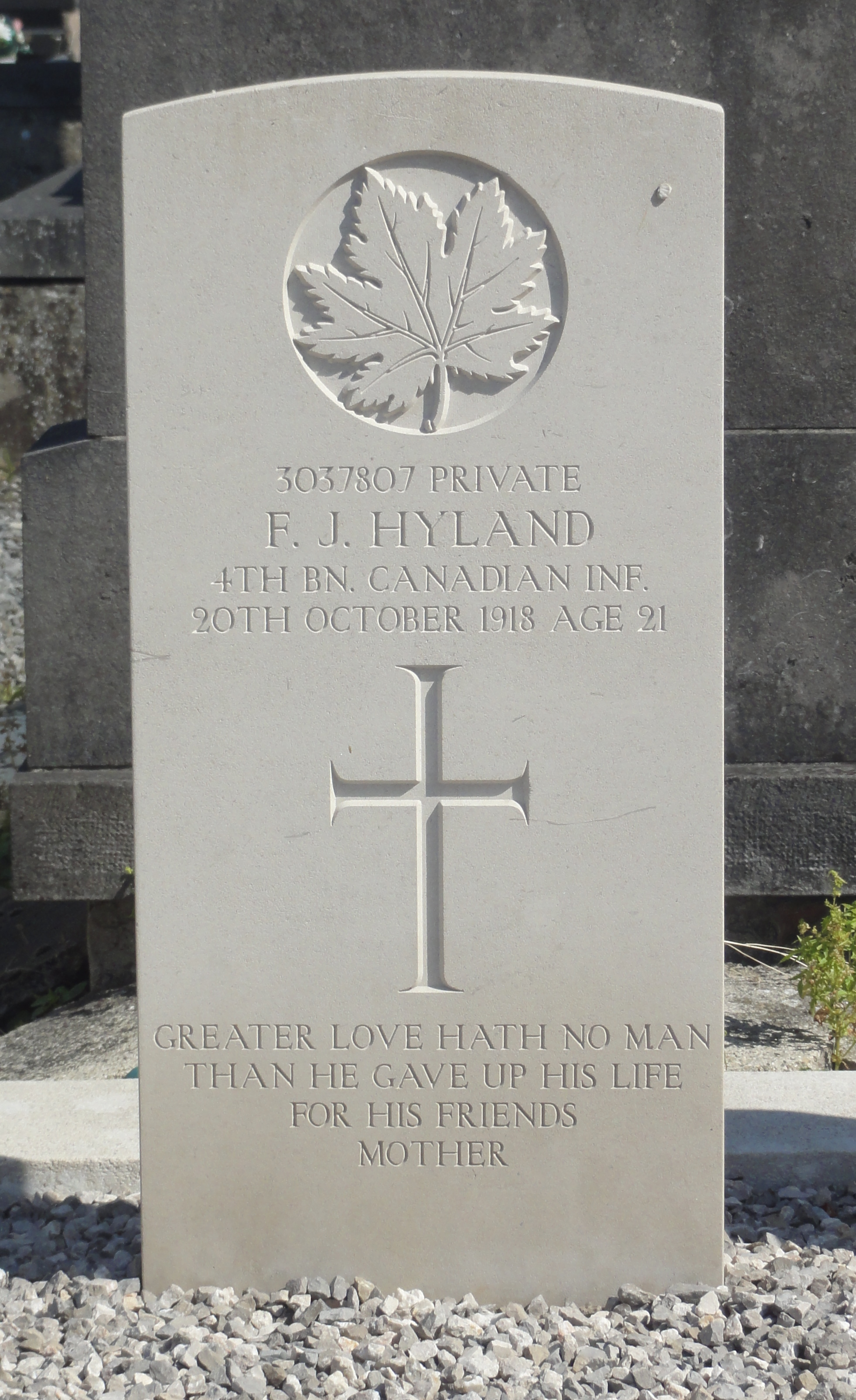
F. J. Hyland.
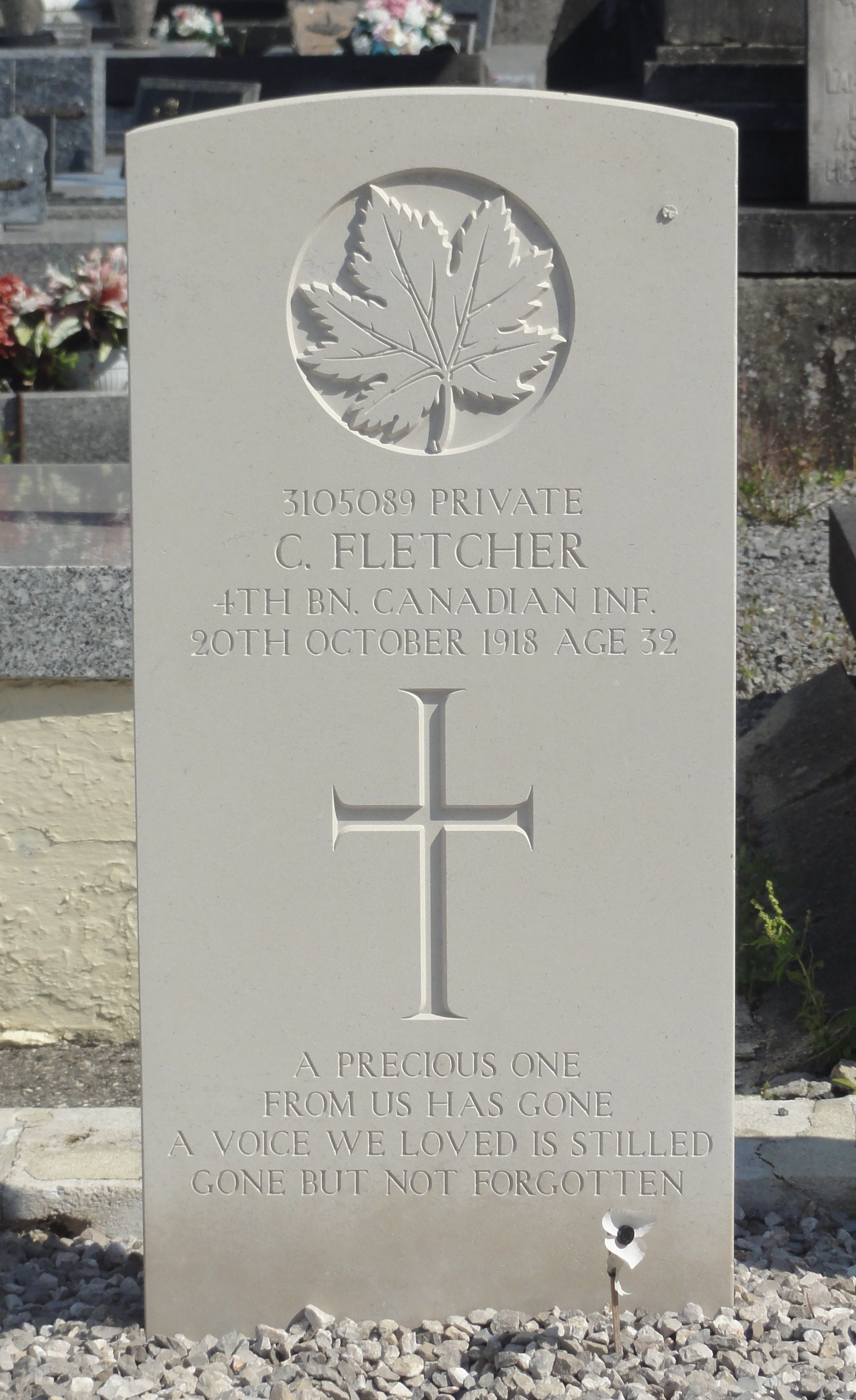
C. Fletcher.
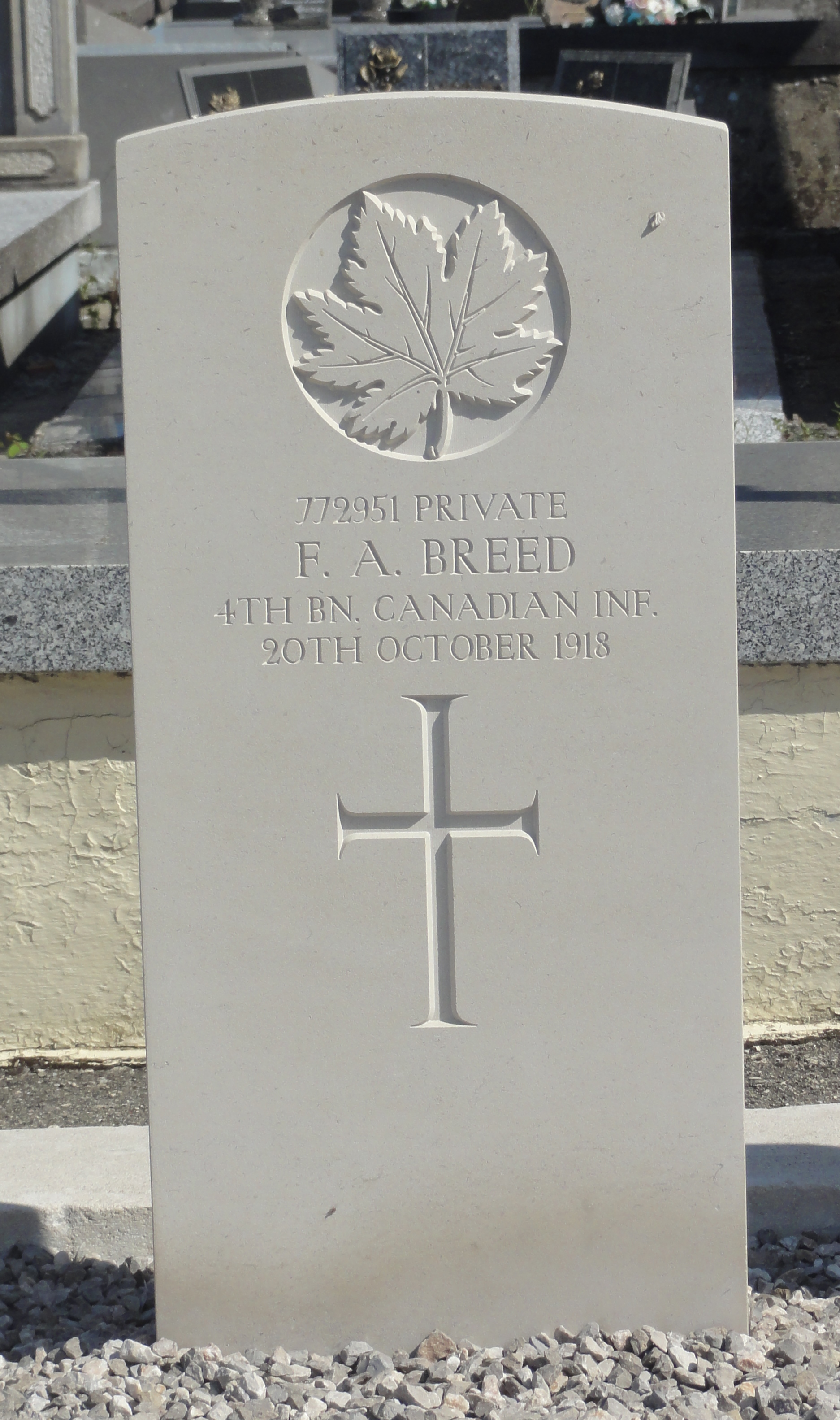
F. A. Breed.
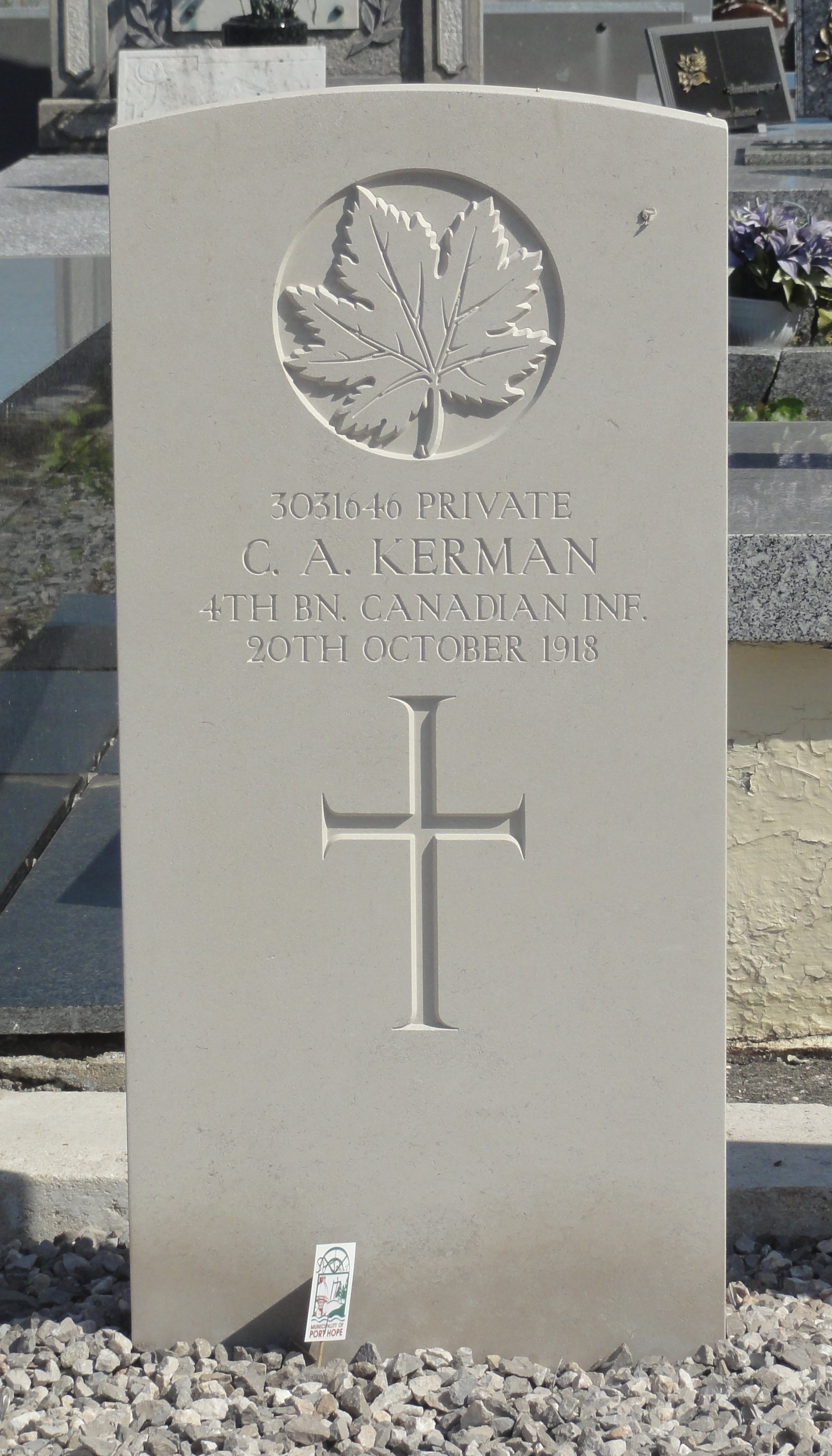
C. A. Kerman.
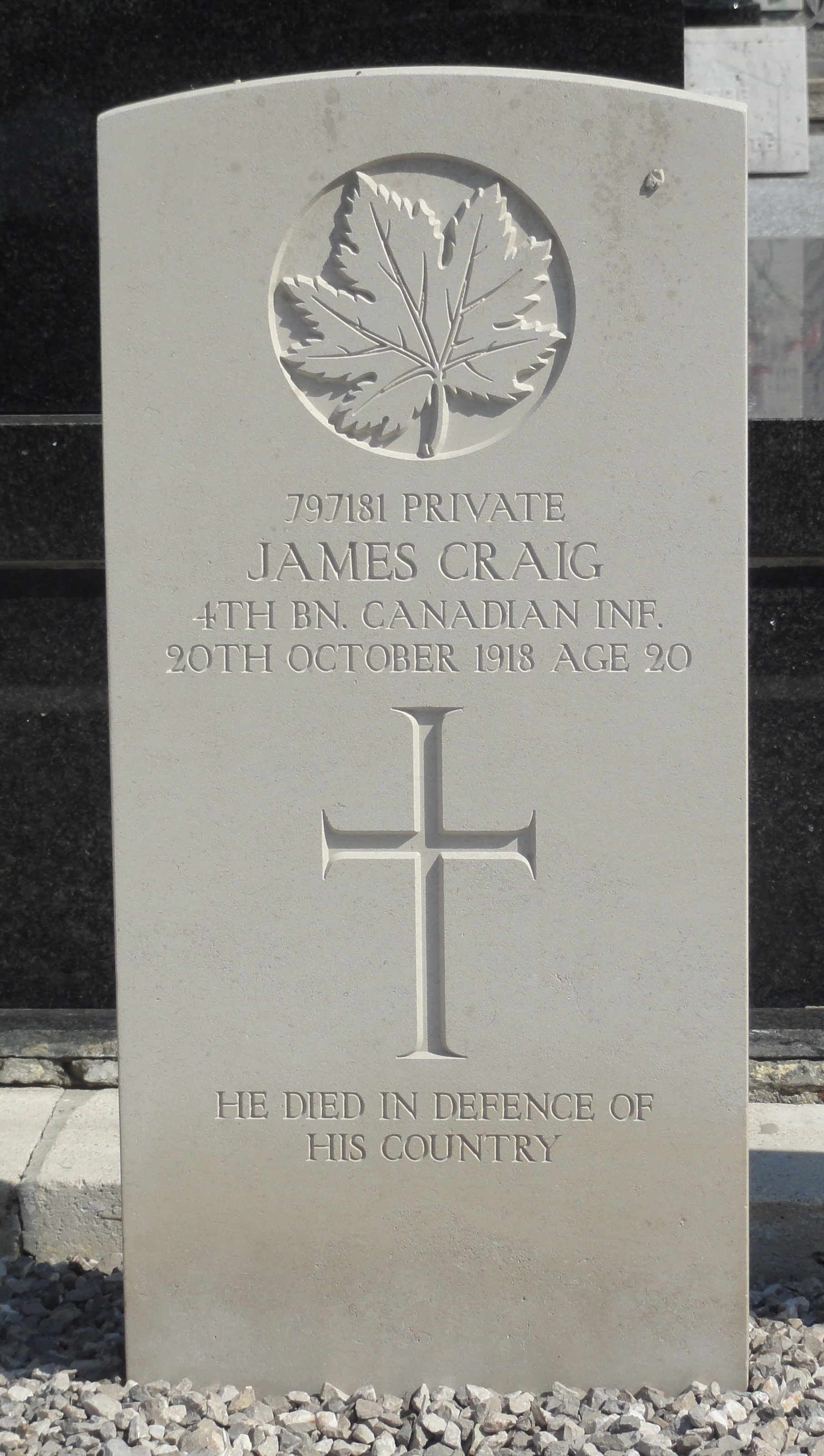
James Craig.
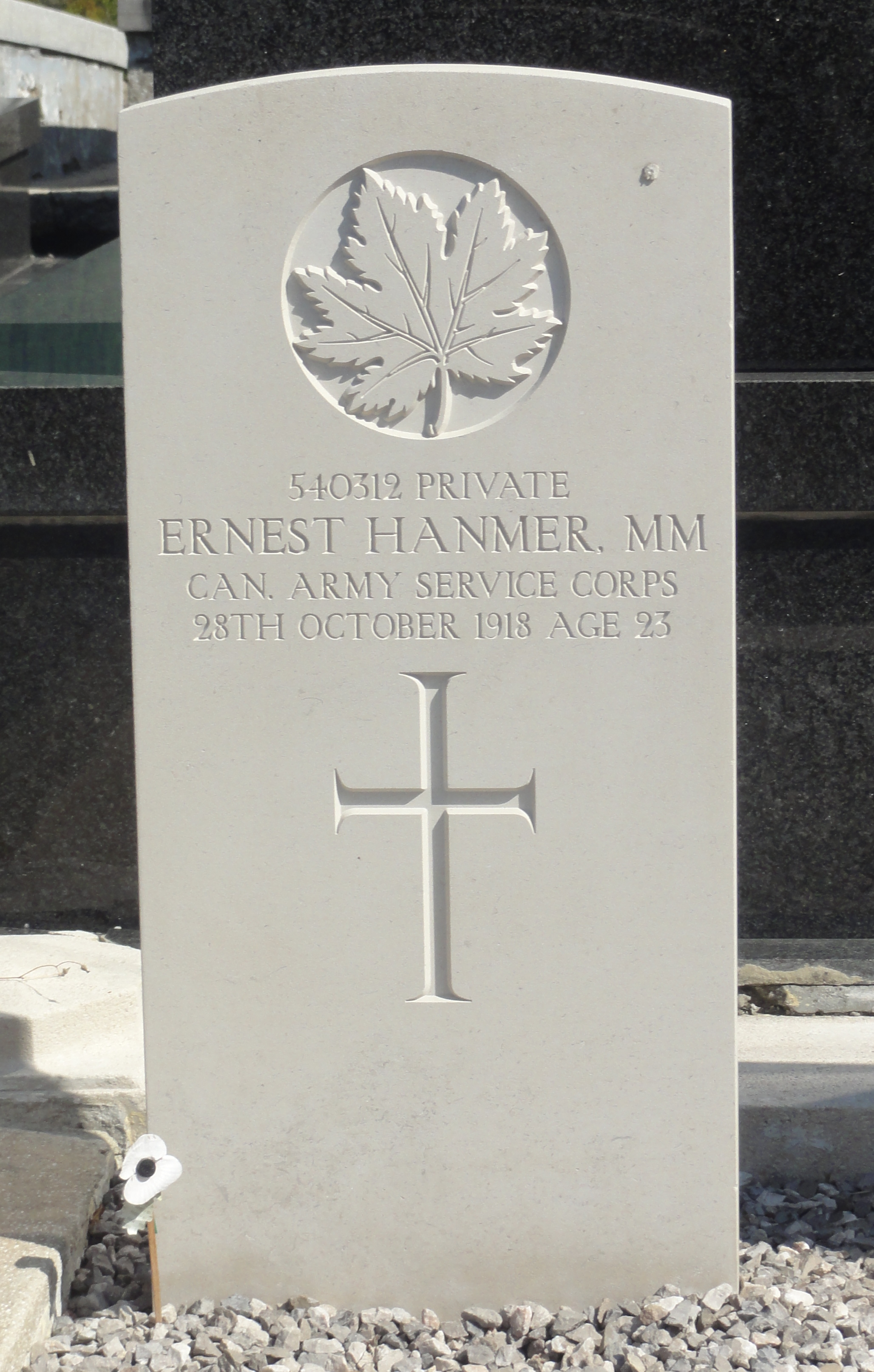
Ernest Hanmer (MM).